# Cal Pere Pou
Cal Pere Pou és un monument del municipi de Fondarella (Pla d'Urgell) inclòs en l'Inventari del Patrimoni Arquitectònic de Catalunya.

## Descripció
Edifici que presenta una estructura senzilla tant en planta com en el frontis. Un rectangle compon la primera i la seva cara més estreta es tradueix a l'exterior amb el frontis. En aquest, tres nivells ens indiquen els espais d'habitació. A la planta baixa, damunt una porta estreta, una llinda de pedra picada ens diu l'any de la construcció i el nom del propietari de la casa: Pere Pou, any 1788. La desintegració de l'arrebossat ha deixat al descobert unes pedres de llindar que ens demostren que la porta ha estat retocada. Al pis, un balcó i una finestra sense cap solució decorativa. La golfa es tradueix per una finestra petita. L'element més interessant de tota la façana és la cornisa, que es distribueix al llarg de tot el mur horitzontal mitjançant vuit compartiments d'enteixinat: un quadrat pintat en blanc, emmarcat per una faixa vermella, tanca un relleu amb motius florals, també vermell. Cada compartiment està separat per motllures de fusta de forma triangular. La cornisa és l'únic element de la façana que no ha sofert cap mena de transformació.

## Història
Construïda el 1788 tal com posa a la llinda, va ser reformada cap al 1950 sense alterar-ne l'estructura. L'únic que s'ha modificat ha estat la porta d'entrada. L'edifici, ubicat al costat de Cal Castell, tanca el carrer més antic del poble.